# IC 3717
IC 3717 је спирална галаксија у сазвјежђу Ловачки пси која се налази на листи објеката дубоког неба у Индекс каталогу.
Деклинација објекта је + 39° 31' 20" а ректасцензија 12h 44m 23,0s. Привидна величина (магнитуда) објекта IC 3717 износи 15,5 а фотографска магнитуда 16,3. IC 3717 је још познат и под ознакама MCG 7-26-47, PGC 42900.